# Schippia concolor
Schippia concolor je druh palmy a jediný zástupce rodu Schippia. Je to středně vysoká palma s dlanitými listy a přímým, štíhlým kmenem. Květenství je krátké, složené z oboupohlavných a samčích květů, plody jsou kulovité a dosti malé. Tato palma je rozšířena výhradně ve Střední Americe, kde roste v podrostu tropických lesů. Vzácně se pěstuje jako okrasná palma.

## Popis
Schippia concolor je středně vysoká, solitérní, beztrnná palma dorůstající výšky do 10 metrů. Kmen je přímý, štíhlý, hrubý, s vystouplými listovými jizvami. Listy jsou dlanité až velmi krátce dlanitozpeřené, induplikátní, s čepelí o průměru asi 65 cm, členěnou do více než poloviny na jednoduše přeložené segmenty. Na rubu jsou světlejší. Řapík je asi 2 metry dlouhý, úzký, s ostrým okrajem bez ostnů. Listové pochvy hustě plstnaté, rozpadající se na tlustou změť vláken. Hastula je trojúhlá až zaokrouhlená, výrazná.
Květenství je bělavé, větvené do 2. (až 3.) řádu, vyrůstá mezi bázemi řapíků a je mnohem kratší než listy. Květy jsou buď oboupohlavné nebo pouze samčí. Kalich spolu s češulí tvoří dlouhou nepravou květní stopku. Kalich je trubkovitý, zakončený 3 laloky. Koruna je tvořena 3 volnými lístky a je mnohem delší než kalich. Tyčinek je 6, jsou volné a mají dlouhé nitky. Gyneceum je tvořeno jediným plodolistem a nese protáhlou, trubkovitou čnělku zakončenou bliznovým lemem. Plody jsou kulovité, hladké, asi 2,5 cm velké, s vrcholovou jizvou po čnělce. Mezokarp je tenký, dužnatý, endokarp hladký a blanitý. Semena jsou kulovitá.

## Rozšíření
Vyskytuje se pouze ve Střední Americe v Belize a Guatemale. V Guatemale roste v podrostu nížinného tropického deštného lesa v nadmořských výškách do 200 metrů, zatímco z Belize je uváděn ze sušších borovicových lesů s převahou borovice karibské (Pinus caribaea).

## Taxonomie
Rod Schippia je v rámci systému palem řazen do podčeledi Coryphoideae a tribu Cryosophileae. Příbuzenské vztahy s ostatními rody tohoto tribu nejsou dosud uspokojivě dořešeny.

## Význam
Druh je zřídka pěstován jako okrasná palma.